# Paectes polia
Paectes polia là một loài bướm đêm trong họ Noctuidae.